# Chanayut Jejue
Chanayut Jejue (thailändisch ชนายุทธ เจจือ; * 2. Februar 1999 in Bangkok) ist ein thailändischer Fußballspieler.

## Karriere
Chanayut Jejue spielte in der Jugend für Muangthong United, dem Assumption College Sriracha sowie beim Port FC in Bangkok. Am 26. Oktober 2019 kam er dort auch zu seinem Debüt in der Thai League und 2020 unterschrieb er bei Port seinen ersten Profivertrag. Nachdem er in der ersten Liga nicht erneut eingesetzt worden war, wechselte er am 1. Juli 2020 auf Leihbasis zum Zweitligisten Ayutthaya United FC nach Ayutthaya. Für Ayutthaya absolvierte er 17 Zweitligaspiele. Zu Beginn der Saison 2021/22 wechselte Jejue erst auf Leihbasis zum Drittligisten Muang Loei United FC und nur fünf Monate später weiter zum Zweitligisten Sisaket FC. Im Juni 2022 unterschrieb er einen Vertrag beim Zweitligaaufsteiger Krabi FC. Für den Verein aus Krabi bestritt er ein Zweitligaspiele. Nach der Hinrunde 2022/23 wurde sein Vertrag nicht verlängert. Nach einem Jahr Vertragslosigkeit unterschrieb er Mitte Dezember 2023 einen bis Saisonende datierten Vertrag beim Drittligisten Ranong United FC. Mit dem Verein aus der Ranong spielte er achtmal in der Southern Region der Liga. Im Sommer 2024 nahm ihn der in der Western Region spielende VRN Muangnont FC unter Vertrag. Mit dem Verein aus der Provinz Ayutthaya spielte er achtmal in der Western Region der Liga. Hierbei erzielte er zwei Treffer. Nach der Hinrunde wechselte er in Southern Region. Hier schloss er sich in Trang dem Muangtrang United FC an.